# استان زاپوریژیا تحت اشغال روسیه
استان زاپوریژیا (روسی: Запорожская область) از واحدهای فدرال روسیه (یک استان اوکراین) می‌باشد که در سرزمین اشغالی روسیه در اوکراین قرار گرفته است و در سطح بین‌المللی به عنوان قسمتی از روسیه به رسمیت شناخته نمی‌شود، چون از استان زاپوریژیا در اوکراین الحاق شده است. پیش از پیوستن، نیروها و مسئول‌های روسی مردم بومی آن استان را به ترساندند تا آنان را ملزم به قبول نمودن کنترل و حاکمیت روسیه بر استان کنند.

## تاریخ

### اشغال
در مرحله نخستین حمله روسیه به اوکراین در ۲۰۲۲، نیروهای روسی در ابتدای جنگ با اوکراین بندر بردیانسک و فرودگاه بردیانسک را به اشغال خود درآوردند و بعد از این کارشان در تاریخ ۲۷ فوریه کنترل کامل شهر را در دست گرفتند. مدتی بعد از آن، چندین شهر دیگر در ناحیه به تصاحب نیروهای متهاجم درآمد، که ملیتوپول درتاریخ ۱ مارس و انرهودار در تاریخ ۴ مارس سقوط نمودند. با این شرایط موجود، نیروهای روسی تا به امروزی نتوانسته‌اند زاپوریژیا، پایتخت این ناحیه را که به همراه قسمت شمالی ناحیه تحت کنترل اوکراین می‌باشد، به دست آورند.

#### جنایت‌های جنگی روسیه
پیروی گفته‌های دیده‌بان حقوق بشر، نیروهای روسیه غیرنظامیان اوکراینی را در سرزمین‌های تصرف شده زاپوریژژیا اذیت و شکنجه، قتل و نظایر آن کرده‌اند. به سخن یکی از محقق‌های حقوق بشر «نیروهای روسی ناحیه‌های تصرف شده قسمت جنوب اوکراین را به گرداب حراس و بی قانونی وحشی ایجاد نموده‌اند.» هدف از کشتن‌ها و شکنجه ترساندن شهروندان بومی برای قبول نمودن تصرف روسیه می‌باشد، چون روسیه حاضر است تا با ابطال یا نقض قوانین بین‌المللی، قلمروی خود را لحاظ نماید.

### همه‌پرسی
در تاریخ ۲۷ سپتامبر، مسئول‌های روسی کمیسیون مرکزی انتخابات در زاپوروژیه ادعا نمودن که همه‌پرسی تصویب گردید و حدود ۹۳٫۱۱ درصد (از ۵۴۱٬۰۹۳ رای‌دهندگان) موافق ملحق شدن به فدراسیون روسیه بودند. میزان مشارکت ۸۵٫۴ درصد بود. طبق داده‌های عرضه گردیده توسط این کمیسیون، حمایت از پیوستن در ناحیه ملیتوپل ۹۰٫۰۱٪ بود، در حالی که در مرکز اداری آن، ملیتوپول، ۹۶٫۷۸٪ بود.

### پیوستن
قسمت تحت اشغال روسیه از استان زاپوریژیا اوکراین در تاریخ ۳۰ سپتامبر به همراه جمهوری خلق دونتسک جمهوری خلق لوهانسک و استان خرسون الحاق گردید. این الحاق توسط سازمان ملل مطابق با کشورهای عضو (از قبیل روسیه و اوکراین) از منشور ملل متحد و قوانین بین‌المللی که انتظار می‌رفت، غیرقانونی تلقی شد. منشور ملل متحد می‌گوید که هر گونه پیوستن قلمرو یک کشور به کشور دیگر در صورتی که کشور دیگر را تهدید نماید یا از نیرویی (به خصوص نیروی مسلح) برضد رای‌دهنده‌ها برای تقلب در همه‌پرسی به نفع پیوستن استفاده کند، غیرقانونی است. روسیه به عنوان یک نیروی مسلح تهدیدکننده مستند شده بود (به خصوص تهدید به مرگ مردمان اوکراینی در صورت منتخب نمودن «نه» برضد پیوستن به جای «آری» برای حمایت از آن) و به همین علت، سازمان ملل، نتیجه را غیرقانونی گزارش داده و از همه کشورهای عضو (معمولاً حدود کل کشورهای جهان) درخواست کرد که آن را به رسمیت نشناسند. ازتاریخ ۳۰ سپتامبر، پیشنهادهای سازمان ملل تا به امروز توسط کل کشورهای جهان دنبال می‌گردد، چون هیچ دولتی گزارشی در حمایت از پیوستن صادر نکرده است. در حقیقت، کشورهایی همچون هند و غنا برضد آن گزارشی صادر نموده‌اند.